# Кватерполімери
Ква́терполіме́ри (рос. кватерполимер, англ. quaterpolymer) — кополімери, до складу макромолекул яких входять чотири різних за хімічною структурою мономолекулярні ланки. Кватерполімери отримуються при кополімеризації чотирьох мономерів.